# 스다 아카리
스다 아카리(일본어: 須田 亜香里, 1991년 10월 31일 - )는 일본 여성 아이돌 그룹 전 SKE48 팀E의 리더이다.
아이치현 출신 TWIN PLANET 소속.

## 내력
2011년
- 6월 9일, 일본 무도관에서 열린 《AKB48 22nd 싱글 선발 총선거》에서 36위로 언더 걸즈에 선출되었다[1].

2012년
- 5월부터 6월에 걸쳐 실시된 《AKB48 27th 싱글 선발 총선거》에서는 29위로, 언더 걸즈에 선출되었다[2].

2013년
- 5월부터 6월에 걸쳐 실시된 《AKB48 32nd 싱글 선발 총선거》에서는 16위로, 선발 멤버에 선출되었다[3].

2014년
- 2월 24일, Zepp DiverCity에서 개최된 《AKB48 그룹 대조각 축제》에서, SKE48 팀E로 이동하는 것과 동팀의 캡틴을 맡는 것이 발표되었다.
- 5월부터 6월에 걸쳐 실시된 《AKB48 37th 싱글 선발 총선거》에서는 10위로, 선발 멤버에 선출되었다[4].

2015년
- 5월부터 6월에 걸쳐 실시된 《AKB48 41st 싱글 선발 총선거》에서는 18위로, 언더 걸즈에 선출되었다[5].

2017년
- 2월 1일, TWIN PLANET의 소속 사무소 이적을 자신의 SHOWROOM에서 발표했다.[6].

2018년
- 6월 16일, AKB48 제 10회 총선거에서 2위를 하였다.

2022년
- 5월 30일, 팀E 〈SKE 페스티벌〉 공연에서 그룹 졸업을 발표했다.
- 9월 10일, 9월 30일에 SKE48 활동을 종료할 예정이었으나 31세 생일인 10월 31일 다음날인 11월 1일로 졸업을 연기한다고 발표했다.
- 9월 24일, 졸업 콘서트 〈너만이 눈동자 속의 센터〉 개최.
- 11월 1일, SKE48를 졸업.

## 출연

### 텔레비전 드라마
- 마지스카 학원 4 (2015년 1월 20일 ~ 3월 31일, 닛폰 TV) - 츠리시 역
- 마지스카 학원 5 (2015년 8월 24일 ~ 10월 27일, 닛폰 TV) - 츠리시 역

### TV 프로그램
- 아리요시 AKB 공화국 (부정기 출연, TBS)
- 칸쟈니 시와케 유연여왕 No.1 결정전 (2013년 3월 30일 · 6월 22일 · 12월 14일· 2014년 4월 5일 · 10월 4일, TV아사히)